# گچ‌بری

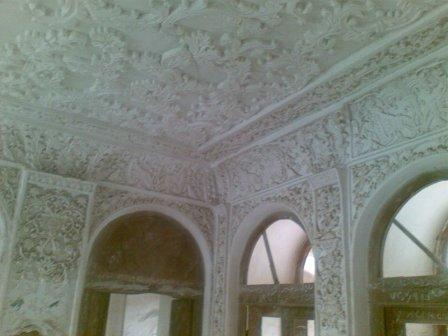
گچبری خانه شهریاری در بخش یانه‌سربهشهر

هنر گچ‌بری یکی از هنرهای وابسته به معماری است که در هر منطقه و هر دوره زمانی، شکل و شیوه مخصوص به خود را داشته‌است. همان‌طور که از نام این هنر پیداست، مصالح اصلی بکار رفته در این هنر گچ می‌باشد. در ایران نیز گچ‌بری در دوره‌های مختلف تاریخی همراه با تفاوت‌هایی بوده‌است. گچ به دلیل داشتن خاصیت شکل‌پذیری، چسبندگی، رنگ مطلوب، کاربرد آسان، فراوانی و ارزانی کاربرد زیادی در هنرهای تزئینی دارد.

## پیشینه
شواهد باستان‌شناسی نشان می‌دهند که تاریخ ساخت گچ به پیش از ساختن خشت و پخت آن به صورت آجر می‌رسد. در قدیمی‌ترین بنای دنیا، یعنی اهرام ثلاثه مصر که قدمتی چهار هزار و پانصد ساله دارد، از گچ به عنوان ماده چسبنده مقاوم بعد از ازاره در بین سنگ‌ها و جهت کلاف‌سازی آن‌ها استفاده شده‌است. یکی از کاربردهای ویژه گچ، اندود کردن دیوارها و سطوح داخلی ساختمان‌ها است و هنر گچبری، این آراستگی را به حد کمال و دلنوازی می‌رساند.
به کار بردن تزئینات گچی در تزیین دیوارها، روش معمول در شهرهای ایران و عراق بوده‌است. اولین مردمی که در ایران به این کار دست زدند هخامنشیان و سپس ساسانیان بودند و اعراب در جریان فتوحات خویش، این هنر را از آن‌ها فرا گرفتند. هنرمندان دوره اموی به‌طور وسیعی کاخ‌ها را با گچبری منقوش برجسته تزئین می‌نمودند. نمونه بسیاری از این گچبری‌ها در کاخ‌های «خربة المفجر»، «الحیر الغربی» و «المنیه» به کار برده شده‌است که گچبری‌های کاخ المنیه به واسطه دربرداشتن عناصر آدمی و حیوانی در کنار تزئینات هندسی و گیاهی، اهمیت بیشتری دارد.
روش تزیینات گچی روی دیوارها، پس از به‌کارگیری خشت در بناها گسترش پیدا کرد و این روش در کاخ‌های شهر سامرا رواج یافت. پایین دیوارها با ازاره گچی به ارتفاع حدود ۱۰۰ سانتی‌متر پوشانده می‌شد. این گونه تزیینات در دو قصر جوسق و بلکوارا به کار رفته‌است. مجموعه تزیینات کاخ‌های سامرا در مرحله اول طبیعی هستند اما در دوره بعد عناصر تزیینی از طبیعت فاصله می‌گیرند. در سومین مرحله، زمینه تزیینات عمق چشمگیری می‌یابد که بهترین نمونه‌های آن در کاخ بلکوارا به چشم می‌خورد. در این دوره، ابتکار پوشش سطح آن چنان کامل گردید که تقریباً تمام زمینه را می‌پوشاند و این امر که برای نخستین بار در هنر اسلامی رواج یافت، اوج ترقی روش‌های تزیینی به‌شمار می‌رود و پس از آن در دنیای اسلام منتشر شد و از مهم‌ترین ارکان هنر اسلامی گردید.
روش تزیینات گچی روی دیوارها از طریق حکومت طولونی از عراق به مصر انتقال یافت و نمونه‌هایی از آن در جامع طولون روی سطح داخلی و اطراف طاق‌ها و دور پنجره‌ها به کار برده شد.
هنرمندان دوره فاطمی، همچنان تحت تأثیر تزیینات هنر ساسانی (هنر رایج در دوره عباسی) بودند. تزیینات نقاشی گچی موجود در رواق قبله جامع الازهر از عناصر گیاهی که از روش تزیینات طولونی و عباسی اقتباس گردیده، تشکیل یافته‌است ولی اختلاف در طریقه استفاده از آنهاست. همچنین نمونه‌های زیبایی از خط کوفی مشجر در کتیبه موجود زیر سقف یافت می‌شود. در دوره فاطمی اهمیت تزیینات خطی افزایش یافت و به‌کارگیری خط کوفی مشجر روی زمینه‌های برگدار اشکال گیاهی انتشار یافت.
در دوره ایلخانی، هنر گچبری به سرحد کمال مطلوب رسید. به وجود آمدن محراب‌های گسترده با انواع خطوط به ویژه گونه‌های مختلف کوفی، به‌کارگیری انواع گره هندسی با نقوش اسلیمی طوماری و اسلیمی ماری در لا به لای کتیبه و اسپرهای خط با گل و برگ‌های پهن و نیز گودی و برجستگی نقوش، موجب تحولی عظیم و خلق شاهکارهای عظیم گچ بری در این دوران شد.
تزیینات گچی معمول در دوره سلجوقی، در عصر ایلخانی به تدریج رو به دگرگونی رفت و پر بودن و شلوغی تزیینات تبدیل به ویژگی گچبری این دوران شد. از زیباترین نمونه این گونه تزیینات شلوغ، نقوش به کار رفته در مسجد حیدریه قزوین، جامع ورامین و محراب مسجد ارومیه را می‌توان نام برد. روش‌های متنوع کنده کاری روی گچ و شلوغی عناصر تزیینی مختلف، در قرن هشتم جایگاهی خاص یافت. بهترین نمونه بیانگر این تحول، محراب اولجایتو در مسجد جامع اصفهان است که تاریخ ساخت آن ۷۱۰ ه‍.ق است.
در دوره ممالیک بحری، روش تزیین دیوارها با نوارهای گچی منقوش به عناصر نوشتنی، روی زمینه تزیینات گیاهی رایج گردید که نمونه آن در بالای پنجره مسجد «الظاهر بیبرس» مشاهده می‌شود. زیباترین نمونه‌های گچی مملوکی، در پنجره‌های گچی مشبک موجود در جامع دیده می‌شود که با اشکال هندسی همراه با شیشه‌های رنگین تزیین شده‌است. این پنجره‌ها را حاشیه‌هایی مزین به عناصر برگ و شاخه و نوشته‌های کوفی دربر گرفته‌است.
دوره تیموری، عصر به وجود آمدن رسمی بندی و کار بندی‌هایی از قالب‌های گچی مقرنس و قطار بندی‌های گچی ارزشمند است. به‌طور کلی، در هنر گچ بری این دوران انواع خطوط کوفی مشجر، مزهر، معقد و مشبک و نیز خط‌های محقق، نسخ، ثلث، رقاع، تعلیق و نستعلیق و به خصوص از خط معقلی، استفاده فراوان شده‌است. از آثار فراوان این دوره می‌توان به مقرنس بندی‌های گچی ارزشمند سردرِ مسجد میدان کاشان، قطار بندی‌های گچی مدرسه خرگرد در خواف و خطوط گچ بری شده در بقعه شیخ احمد جامی در تربت جام را نام برد.
در دورهٔ صفوی، هنر گچ‌بری وارد روش‌های خاصی می‌شود؛ به‌طوری‌که زیباترین مقرنس‌بندی‌های گچی با عناصر گوناگون به‌خصوص مقرنس‌های طاس و نیم‌طاس همراه با نقوش گل و گیاه با انواع تیغه‌های گچی دالبُری، زینت‌بخش کاخ‌های شاهی شده‌است. در این میان می‌توان به پدیده‌های ارزشمند مقرنس قطار و کاربندی‌ها و یزدی‌بندی‌های گچی بسیار شگرف کاخ هشت بهشت، سردر بازار قیصریهٔ اصفهان و به‌خصوص دالبُرهای تیغه منقوش از ظروف گوناگون همچون تُنگ و سبو و مقرنسبندی‌های طاسه‌دار گچی در تالارهای شاه‌نشین و موسیقی کاخ عالی‌قاپو و نیز خط گچ‌بری ثلث بسیار ارزشمند در صفهٔ درویش مسجد جامع همین شهر را یاد داشت.

## دوره‌های گچ‌بری در هنر ایران

### هنر گچ‌بری قرون اولیه اسلام
پس از ظهور اسلام نیز از هنر گچ‌بری در بناها استفاده می‌شده‌است، ولی به دلیل حرمت پیکره سازی، این هنر در قالب نقوش برجسته از گل و گیاه و نیز انواع طرح‌های اسلیمی و بندهای ختایی، به ویژه در قالب انواع خط‌های مختلف و متنوع تجلی یافت. در آثار گچ‌بری به جا مانده از قرن سوم هجری نمونه‌های درخشانی در مسجد فریومد سبزوار به نام مینو تکاری به واقع خلاقیت هنر بی‌مانند از سر پنجه هنرمندان آن روزگار برای ما به یادگار مانده‌است.

### هنر گچ‌بری دوره سلجوقی
هنر گچ‌بری در انواع خط کوفی همراه با نقوش اسلیمی خرطوم فیلی روند تحول این هنر در دوره سلجوقی بوده‌است. به‌طور کلی هنر گچ‌بری در دوره سلجوقی مورد توجه در نما سازی‌های داخل بوده‌است. از میان آثار این دوره می‌توان به گچ‌بری‌های مسجد اردستان با خط بسیار زیبای کوفی مزهّر و به‌خصوص مسجد و گنبد علویان در همدان که به واقع دنیایی از هنر گچ‌بری بسیار گسترده‌ای در آن اشکال گوناگون جمع شده‌است اشاره داشت.

### هنر گچ‌بری دوره ایلخانی
در دوره ایلخانی روند هنر گچ‌بری به سرحد کمال مطلوب رسید. به وجود آمدن محراب‌های گسترده با انواع خط‌های کوفی و خط‌های سلطانی، دیوانی، رقعی، و به‌کارگیری انواع گره هندسی با نقوش اسلیمی توماری و اسلیمی ماری در لابلای کتیبه و اسپرهای خط با گل و برگ‌های پهن گود و برجسته، عظمت و شگرفی‌های فراوان در آثار ایران و هنر گچ‌بری در آن به وجود آورده شده.
از میان آثار به جا مانده از این دوران می‌توان به کتیبه‌های گچ بری خط کم‌نظیر مسجد حیدریه قزوین، خانقاه و بقعه بایزید بسطامی در بسطام در مقیاس گسترده و وسیع، محراب ارزشمند پیر بکران در جنوب اصفهان و نوعی بی‌همتا از این هنر ارزشمند را در محراب بسیار جالب و منحصر به فرد الجایتو در در مسجد جامع اصفهان که به جرئت می‌توان این پدیده بزرگ و عظیم هنر گچ‌بری را شاخص‌ترین و با ارزشترین نوع گچ‌بری در معماری جهان، به‌خصوص جهان اسلام دانست و از آن یاد کرد.

### هنر گچ‌بری دوره تیموری
دوره تیموری عصر به وجود آمدن رسمی بندی و کاربندی‌هایی از قالب‌های گچی ارزشمند و به تحول رسیدن هنر گچ‌بری از نقوش گوناگون به‌خصوص اسلیمی و انواع خطهای گوناگون می‌باشد.
به‌طور کلی در هنر گچ‌بری این دوره از هنرهای دیگر چون هفت قلم خط از انواع کوفی به نام‌های کوفی پیرآموز، کوفی مشجًر، کوفی مزهّر، کوفی گره دار، کوفی مشبک، کوفی تصویری و تعدادی دیگر کوفی در آثار ادوار اسلامی نهایت استفاده شده‌است.
همچنین خطهای (محقق، نسخ، ثلث، رقاع، تعلیق، و نستعلیق) با هنر آفرینی‌های فراوان و در مواردی از شاخه‌های این خط‌ها به‌خصوص خط معقلی در هنر گچ‌بری آثار ایران بهره فراوان گرفته شده‌است. از آثار فراوان این دوره می‌توان به مقرنس بندی‌های گچی ارزشمند سردرِ مسجد میدان کاشان، قطار بندی‌های گچی مدرسه خرگرد در خواف و خط‌های بسیار جالب گچ‌بری بقعه شیخ احمد جام در تربت جام و بقعه سید رکن الدین در یزد و بسیاری دیگر اشاره داشت.

### هنر گچ‌بری دوره صفوی
در دوره صفویه هنر گچ‌بری وارد روش‌های خاص شده‌است. به‌طوری‌که زیباترین مقرنس بندی‌های گچی با عناصر گوناگون به‌خصوص مقرنس بندی‌های طاس و نیم نیم طاس همراه با نقوش گل و گیاه با انواع تیغه‌های گچی دالبری زینت بخش کاخ‌های شاهی به بهترین شکل ممکن گردیده‌است.
در این میان می‌توان به پدیده‌های ارزشمند مقرنس قطار و کاربندی‌ها و یزدی بندی‌های گچی بسیار شگرف کاخ هشت‌بهشت و سردرِ بازار قیصریه در اصفهان به‌خصوص دالبرهای تیغه منقوش از ظروف گوناگون همچون تنگ و سبو مقرنس بندی‌های طاسه دار گچی در تالارهای شاه‌نشین و موسیقی کاخ عالی قاپو و خط گچ‌بری ثلث بسیار ارزشمند در صفه درویش مسجد جامع اصفهان و بسیاری دیگر یاد فراوان داشت.

### هنر گچ‌بری دوره زندیه
هنر گچ‌بری در دوره زندیان هنر آفرینی‌های فراوان و ارزشمند از گچ‌بری، مقرنس بندی گچی، ترنج اندازی همراه با گل و گیاه و نقوش بدیع در آثار شهرهایی چون شیراز و به‌خصوص در عمارت کلاه فرنگی، مقبره اولیه خان زند (وکیل الرعایا) که امروز موزه پارس می‌باشد به وجود آمد.

### هنر گچ‌بری دوره قاجار

گچ‌بری سقفی با طرح قالی ایرانی در خانه بروجردی‌ها در شهر کاشان.

هنر گچ‌بری در دوره قاجار رونق فوق‌العاده‌ای به خود گرفت، به علت مسافرت پادشاهان قاجار به فرنگ از هنر گچ‌بری اروپا تقلیدهایی در کاخ‌های شاهی به‌خصوص در سر ستون سازیها، گلویی سازی‌ها و سقف سازی‌ها در کاخ‌هایی چون گلستان و عشرت آباد و پاره‌ای دیگر حدوداً پیروی گردید. اما به‌طور قاطع می‌توان گفت که این تقلیدها هرگز نتوانست جای هنر و نقوش بسیار پر هنر اصیل ایرانی، به‌خصوص نقش‌های اسلیمی و ختایی و گل و گیاه که نشأت گرفته از سرپنجه با ذوق هنرمندان ایران زمین می‌باشد را در گچبری بناهای ایران زمین بگیرد. البته در این برهه از زمان در هنر گچ‌بری خلاقیت‌ها و نوآوری‌های بسیار چشمگیری از طرف هنرمندان گچ‌بر در آثار و ابنیه و به خصوص منازل مسکونی سنتی بیرونی و اندرونی ایران پدیدار گشت که به واقع هر یک از آثار به جای مانده خود تابلوهای بسیار نفیس و پر ارزش از هنر با فلسفه و خرد و فرهنگ هنرمندان ایران است. از میان آثار فراوان گچ‌بری این دوره می‌توان به گچ‌بری جالب کاخ ارم و نارنجستان قوام در شیراز و مقرنس بندی‌های آونگ گچی همراه با گچ‌بری‌های خانه طباطبائی و خانه بروجردیهای کاشان و خانه شهریاری در بخش یانه‌سر شهرستان بهشهرهمراه با نوآوری‌های شگرف در بناهای یادشده و بسیاری از بناها و آثار دیگر ایران یاد کرد.

## گچ‌بری‌های جدید
امروزه گچ بری به صورت دو نوع کلاسیک و مدرن انجام می‌شود. گچ بری کلاسیک از دوازده سبک تشکیل شده است. گچ بری مدرن که جدیدا به این اسم رواج پیدا کرده است؛ همان نقش برجسته می‌باشد.هنرمندان گچ‌بر توانسته‌اند با خلاقیت خود طرح‌های زیبایی از هنر گچ‌بری را مطابق با نیازهای زمان پیاده‌سازی کنند. شاید بتوان نام این نوع گچ‌بری را گچ‌بری مدرن گذاشت. طرح‌های جدیدی که به‌دست هنرمندان جوان برای ساختمان‌های امروزی پیاده‌سازی می‌شود. در این نوع گچ‌بری بیشتر از نورپردازی استفاده می‌گردد تا حال و هوای جذاب تری به اثر بدهند. نکته مهم این است که خلاقیت باعث ابداع طرح‌های زیبایی مطابق با نیازهای فعلی افراد گشته.

## گچ‌بری پیش‌ساخته
با توسعه صنعت ساختمان و خانه‌سازی در تعداد انبوه در کلان‌شهرها تزیینات داخلی مربوط به گچ‌بری که به حالت سنتی و با دست ساخته می‌شود، با توجه به نیاز معماران این کار در این حالت بسیار زمان‌بر و کم کاربرد است، لذا این حرفه به صورت صنعتی درآمده و با توجه به شرایط روز تولید می‌شود.
گچبری پیش‌ساخته در کشورهای آمریکایی به صورت کلاسیک رشد نمود و با گذر زمان این هنر به صورت صنعتی به دیگر کشورها با توجه به فرهنگ آن کشور صادر گردید.

## گچبری سالن و سقف پذیرایی
گچبری پیش‌ساخته را می‌توان از دیدگاه زیبایی‌شناختی تاج و انگشترِ خانه دانست.